# Cotoneaster chingshuiensis
Cotoneaster chingshuiensis är en rosväxtart som beskrevs av Kun C.Chang och Chih C.Wang. Cotoneaster chingshuiensis ingår i släktet oxbär, och familjen rosväxter. Inga underarter finns listade i Catalogue of Life.